# NGC 6256
NGC 6256 هي مجرة تتبع كوكبة العقرب. اكتشفها جيمس دنلوب في 2 أغسطس 1826.

## روابط خارجية
- NGC 6256 على موقع ويكي سكاي: DSS2, SDSS, GALEX, IRAS, Hydrogen α, X-Ray, Astrophoto, Sky Map, Articles and images